# 片桐雛太
片桐 雛太，日本遊戲原畫家、插畫家。女性。成人遊戲品牌BaseSon所屬，她以結合精緻和華麗風格受到歡迎。
2020年11月20日宣佈從NEXTON離職。

## 經歷
幼兒園時開始學習繪畫，小學時臨摹《金魚注意報》的少女漫畫畫風。成為中學生後，加入美術社開始同人活動，並在成為高中生後參加同人誌即賣會。但是，儘管本身的目標是當插畫家，但她認為自己做不到。大學畢業後，她接受了《ONE2 ～永遠的約定～》的原畫試鏡，將自己的夢想作為兼差入選。並以該作品作為原畫家首次亮相。

## 擔當作品

### 遊戲原畫
- ONE2 ～永遠的約定～（日语：ONE2 〜永遠の約束〜）
- 我喜歡老師（日语：先生だーいすき）
- ONE2 ～永遠的約定～ with VOICE（日语：ONE2 〜永遠の約束〜）
- 春戀＊少女 ～在少女園地要保重。～
- 戀姬†無雙 ～心動☆全是少女的三國演義～
- 真·戀姬†無雙 ～少女繚亂☆三國志演義～
- 真·戀姬†無雙 ～萌將傳～
- 做得好！天下御免（日语：あっぱれ!天下御免）
- 做得好！天下御免 ［祭］（日语：あっぱれ!天下御免）
- 戰國†戀姬 ～少女絢爛☆戰國繪卷～
- 戰國†戀姬X ～少女絢爛☆戰國繪卷～
- 真·戀姬†英雄譚 ～少女艷亂☆三國志演義～
- 真·戀姬†夢想 -革命- 蒼天之霸王
- 真·戀姬†夢想 -革命- 孫吳之血脈
- 少女作家 -幸福的liblet-[6]
- 戰國†戀姬EX壹 ～奧州獨眼龍篇～
- 戰國†戀姬EX貳 ～鬼之國、越前篇～
- 戰國†戀姬EX參 ～毛利家之絆篇～[7]

### 插圖
- 戀姬†無雙 ～心動★全是少女的三國演義～ 視覺指南書 封面
- 真·戀姬†無雙 ～萌將傳～ 視覺指南書 封面
- Magi-Cu4格 真·戀姬†無雙 ～萌將傳～ 單行本第1冊、第5冊封面
- 真·戀姬†無雙 ～萌將傳～ 漫畫選集第1冊 封面
- 女神Masters powered by 水瓶戰記
- 真·戀姬電台†無雙（日语：真・ラジオ恋姫†無双 〜○△×○△×○△×のこと〜） Vol.1～4 再編輯版 CD封面插圖
- 我的朋友很少NEXT 第11話片尾插圖
- TECH GIAN《做得好！天下御免（日语：あっぱれ!天下御免）》視覺指南書封面 插圖[8]
- Game-Style 10th Anniversary Illust Book 插圖[9]
- 舞風的鎧姬（〈MF文庫J〉，Media Factory）插圖[10]
- 《真·戀姬†無雙 ～萌將傳～》原聲音樂 CD封面插圖[10]
- 魔彈之王與戰姬（著：川口士，〈〈MF文庫J〉，Media Factory／KADOKAWA）第9冊以降
- （著：芝村裕吏，MF文庫J）

### 畫冊
- 《片桐雛太畫冊 絢爛雛繪蒔》，一迅社 ISBN 978-4863791398
- 《銀宵回廊 片桐雛太畫冊》，KADOKAWA／ASCII Media Works ISBN 978-4048659741

### 其它
- 真·戀姬†無雙
- 聯名插圖（《Comptiq》2009年4月號－2010年3月號）

### 雜誌
- 電擊萌王編輯部, , 電擊萌王 (KADOKAWA), 2013, (2013年12月號): 23－37, 雜誌Code（日语：雑誌コード） 04340-12，定期刊行物Code（日语：雑誌コード#定期刊行物コード） 49100434401237-00933

## 外部連結
- （日語）－片桐雛太的官方個人部落格。
- （日語）－片桐雛太的官方個人網站。
- 片桐雛太的X（前Twitter） （日語）（2011年11月29日 6:37－） ※ UTC表記。
- 片桐雛太的pixiv （日語）（2012年4月29日 18:13－2014年12月27日 03:20）